# 델라웨어 주립 대학교
델라웨어 주립 대학교(영어: Delaware State University)는 미국 델라웨어주 켄트군 도버에 있는 공립 랜드그랜트 연구형 흑인 대학이다. 윌밍턴과 조지타운에도 위성 캠퍼스가 있다.

## 역사
델라웨어 주립 대학교의 시초는 1891년 5월 15일 델라웨어주 의회가 세운 델라웨어 유색인종 학생 대학(Delaware College for Colored Students)이다. 뉴어크에 있던 백인 학교인 델라웨어 대학과의 혼동을 피하고자 1893년에 교명을 유색인종 학생 주립 대학(State College for Colored Students)으로 바꾸었고, 1898년에 첫 학위를 수여했다. 1947년에 델라웨어 주립 대학(Delaware State College)이 됐고, 1949년 11월에 대학 인가가 취소됐으나 1957년 4월에 인가가 복원됐다. 1993년 7월 1일에 학교 이름을 오늘날의 델라웨어 주립 대학교로 바꾸었다.
2020년 12월에 작가 매켄지 스콧이 델라웨어 주립 대학교에 2천만 달러를 기부했다. 이는 델라웨어 주립 대학교가 받은 단일 기부로는 가장 많은 금액이었다.
2021년 7월 1일에 델라웨어 주립 대학교는 1873년에 세워진 리버럴 아츠 칼리지인 웨슬리 칼리지를 인수하기로 결정했다. 이로 인해 델라웨어 주립 대학교는 흑인 대학이 아닌 교육기관을 인수한 첫 번째 흑인 대학이 됐다. 옛 웨슬리 칼리지는 델라웨어 주립 대학교의 웨슬리 보건 및 행동과학대학이 됐다.

## 교육
델라웨어 주립 대학교에는 총 네 개의 대학이 있다.
- 농업, 과학 및 기술대학
- 인문학, 교육 및 사회과학대학
- 경영대학
- 웨슬리 보건 및 행동과학대학

델라웨어 주립 대학교는 46개의 학사 과정과 21개의 석사 과정, 6개의 박사 과정을 제공하며 학생 대 교수 비율은 16:1이다. 델라웨어 주립 대학교 경영대학의 항공학 전공 과정은 중부 대서양 주 유일의 대학 기반 비행 학교다.
델라웨어 주립 대학교는 2022년에 《U.S. 뉴스 & 월드 리포트》의 미국 대학 순위에서 263위를 기록했고, 미국 흑인 대학 순위에서는 10위를 기록했다. 2021년 《워싱턴 먼슬리》의 미국 대학 순위에서는 333위를 기록했다.

## 운동부
델라웨어 주립 대학교의 운동부는 호네츠(Hornets)이며 전미 대학 체육 협회 디비전 I에서 활약한다. 남자부의 경우 농구, 야구, 육상 경기, 칼리지 풋볼, 크로스컨트리 달리기가 있고, 여자부는 골프, 농구, 라크로스, 배구, 볼링, 소프트볼, 승마술, 육상 경기, 축구, 크로스컨트리 달리기, 테니스가 있다.